# Andrew Noble (Triathlet)
Andrew Noble (* 19. August 1965 in Australien) ist ein ehemaliger australischer Duathlet, Triathlet, Cross-Triathlet und Duathlon-Weltmeister (1996).

## Werdegang
Seit 1991 startete Andrew Noble als Profi-Athlet. Bei seinem ersten Start bei den Duathlon-Weltmeisterschaften belegte er 1994 in Australien den dritten Rang. Andrew Noble wurde 1996 ITU-Weltmeister über die Duathlon-Kurzdistanz. 1998 wurde er erneut Dritter bei der Duathlon-Weltmeisterschaft.
1999 konnte er die US Triathlon Series für sich entscheiden. 
Andrew Noble ist mit der US-amerikanischen Triathletin und Xterra-Crosstriathlon-Weltmeisterin von 2002, Candy Angle, verheiratet.

## Sportliche Erfolge
| Datum/Jahr    | Rang | Wettbewerb              | Austragungsort | Zeit     | Bemerkung                          |
| ------------- | ---- | ----------------------- | -------------- | -------- | ---------------------------------- |
| 2009          | 3    | Tagaman                 | Saipan         | 03:04:53 |                                    |
| 2008          | 1    | Tagaman                 | Saipan         | 02:54:25 |                                    |
| 2007          | 1    | Tagaman                 | Saipan         | 02:54:50 |                                    |
| 14. Aug. 1993 | 8    | ITU Triathlon World Cup | Embrun         | 02:22:25 | auf der Kurzdistanz beim Embrunman |

| Datum/Jahr    | Rang | Wettbewerb                           | Austragungsort | Zeit     | Bemerkung                                                        |
| ------------- | ---- | ------------------------------------ | -------------- | -------- | ---------------------------------------------------------------- |
| 23. Aug. 1998 | 3    | ITU Duathlon World Championships     | St. Wendel     | 01:54:07 |                                                                  |
| 1998          | 5    | Powerman Honolulu                    | Honolulu       |          |                                                                  |
| 1997          | 4    | Powerman UK                          | Guernsey       |          |                                                                  |
| 14. Sep. 1997 | 1    | ITU Duathlon World Championship Team | Gernika        | 05:29:47 | Team-Weltmeister Duathlon, mit Jonathan Hall und Chris McCormack |
| 1997          | 6    | Powerman Holland                     | Venray         |          |                                                                  |
| 15. Sep. 1996 | 1    | ITU Duathlon World Championships     | Ferrara        | 01:35:08 | Weltmeister auf der Duathlon-Kurzdistanz                         |
| 25. Nov. 1994 | 3    | ITU Duathlon World Championships     | Hobart         | 01:50:32 | hinter dem Deutschen Normann Stadler                             |

| Datum/Jahr | Rang | Wettbewerb                           | Austragungsort   | Zeit | Bemerkung |
| ---------- | ---- | ------------------------------------ | ---------------- | ---- | --------- |
| 2009       | 4    | Xterra Saipan Championships          | Saipan           |      |           |
| 2008       | 1    | Xterra Saipan Championships          | Saipan           |      |           |
| 2008       | 1    | Xterra Guam Championships            | Guam             |      |           |
| 2007       | 3    | Xterra Saipan Championships          | Saipan           |      |           |
| 2007       | 2    | Xterra Southeast Coast Championships | Pelham (Alabama) |      |           |
| 2007       | 3    | Xterra West Coast Championships      | Temecula         |      |           |
| 2007       | 3    | Xterra USA National Championships    | Ogden (Utah)     |      |           |
| 2007       | 5    | Xterra Weltmeisterschaft             | Maui             |      |           |
| 2001       | 5    | Xterra Weltmeisterschaft             | Maui             |      |           |

(DNF – Did Not Finish)